# Le Chemin du crime
Pour plus de détails, voir Fiche technique et Distribution.
Le Chemin du crime est un film muet français réalisé par Georges Denola, sorti en 1911.

## Fiche technique
- Titre : Le Chemin du crime
- Réalisation : Georges Denola
- Scénario :
- Photographie :
- Montage :
- Société de production : Pathé frères
- Société de distribution : Pathé frères
- Pays d'origine :  France
- Langue : film muet avec les intertitres en français
- Métrage : 245 mètres
- Format : Noir et blanc — 35 mm — 1,33:1 — Muet
- Genre : Film dramatique
- Durée : 8 minutes
- Numéro de catalogue Pathé : 4482
- Dates de sortie : 
  - France : 25 octobre 1911